# Lahaina Noon

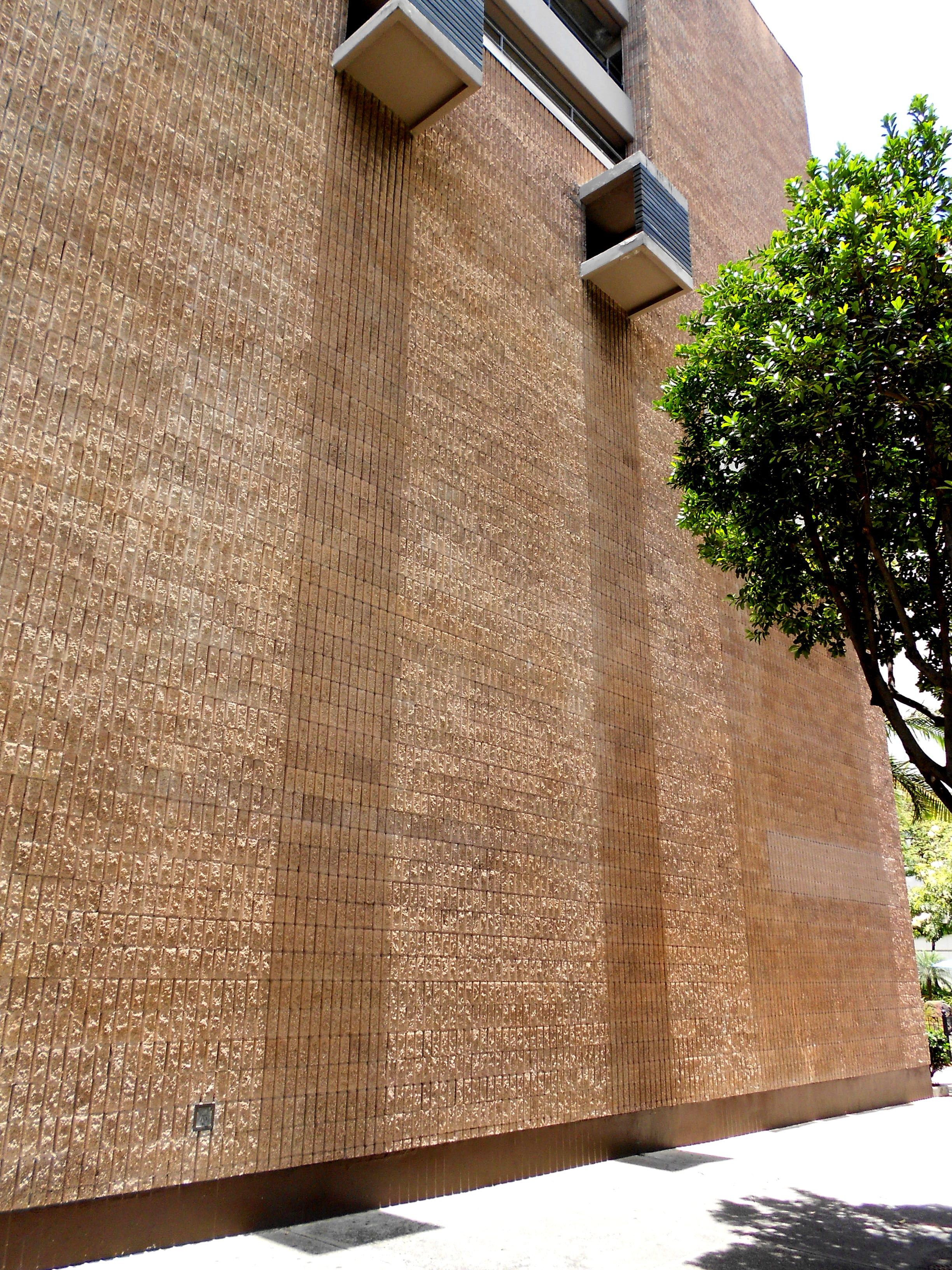
Lahaina Noon với bóng thẳng đứng tại Downtown Honolulu, Honolulu, Hawaii.

Lāhainā Noon (tạm dịch là trưa Lāhainā) là một hiện tượng khi vị trí Mặt Trời đạt cực điểm tại thiên đỉnh lúc buổi trưa, làm cho các vật thể đều ít hoặc không thấy bóng của chúng. Tên Lāhainā Noon được đặt bởi Bảo tàng Bishop ở Hawaii và chỉ được sử dụng ở địa phương.

## Mô tả
Hạ điểm Mặt Trời di chuyển trong vùng nhiệt đới, khoảng giữa hai chí tuyến Bắc và Nam. Hawaii là tiểu bang Hoa Kỳ duy nhất nằm trong vùng nhiệt đới, do đó cũng là tiểu bang duy nhất có thể chứng kiến được Lāhainā Noon.
Hawaii, cũng như địa điểm khác nằm giữa chí tuyến Bắc và chí tuyến Nam, nhận được các tia tới trực tiếp từ Mặt Trời buổi trưa vào các ngày đường chuyển động biểu kiến của Mặt Trời đi qua thiên đỉnh, trước và sau ngày hạ chí.
Lāhainā Noon có thể xảy ra tại bất kỳ thời điểm trong khoảng từ 12:16 đến 12:43 (p.m) theo múi giờ Hawaii–Aleutian tiêu chuẩn. Tại thời điểm đó các vật thể đặt thẳng đứng trên mặt đất (cột cờ, cọc tiêu, cột đường dây điện thoại,...) không tạo ra bóng kéo dài ra. Các địa điểm nằm xa nhất về phía nam ở Hawaii chứng kiến Lāhainā Noon vào các ngày sớm hơn hoặc muộn hơn những nơi phía bắc. Chẳng hạn, năm 2001, Hilo tại đảo Hawaiʻi chứng kiến Mặt Trời trên đỉnh đầu gần các ngày 18 tháng 5 và 24 tháng 7; Kahului, Maui vào hai ngày 24 tháng 5 và 18 tháng 7; Honolulu, Oahu vào 26 tháng 5 và 15 tháng 7; và Lihue, Kauai vào 31 tháng 5 và 11 tháng 7. Trong khoảng giữa hai ngày ở mỗi địa điểm trên, Mặt Trời hơi lệch về phía bắc vào lúc trưa Mặt Trời.
Tên gọi Lāhainā Noon được lựa chọn trong một cuộc thi được tài trợ bởi Bảo tàng Bishop vào những năm 1990, bởi vì lā hainā (tên cũ của Lāhainā, Hawaii) có nghĩa là "Mặt Trời tàn nhẫn"  trong ngôn ngữ tiếng Hawaii. Tên tiếng Hawaii cổ đại của hiện tượng này là kau ka lā i ka lolo, tạm dịch là "Mặt Trời nằm trên đầu óc."

## Trong văn hóa đại chúng
Sự kiện này thường được đưa tin bởi các phương tiện truyền thông tại Hawaii, nhiều hoạt động liên kết. Hiện tượng này được thể hiện trong nhiều tác phẩm truyện, bao gồm "Lāhainā Noon" của tác giả Eric Paul Shaffer (Leaping Dog, 2005), đạt Xuất sắc ở hạng mục "Aloha from beyond Hawai'i" của giải thưởng sách Ka Palapala Po'okela.
Sky Gate, một tác phẩm điêu khắc độc đáo tại Honolulu, được sáng tạo bởi kiến trúc sư cảnh quan và họa sĩ nổi tiếng thế giới Isamu Noguchi, gồm một vòng tròn uốn cong với độ cao thay đổi, tạo ra một cái bóng cong và xoắn quẹo trên mặt đất vào hầu hết các thời điểm trong năm, nhưng chỉ riêng lúc "Lahaina Noon", vòng tròn mấp mô tạo ra một cái bóng tròn hoàn hảo trên mặt đất.